# Aram Mp3
Pour les articles homonymes, voir Sarkissian.
Ne doit pas être confondu avec Aram Sargsian.
Aram Sarkissian, dit Aram Mp3, est un chanteur et comédien arménien, né le 5 avril 1984 à Erevan (Arménie)

## Biographie
Aram Sarkissian est né le 5 avril 1984 à Erevan, en Arménie. Il a été impliqué dans un certain nombre de chorales et de théâtre dans sa jeunesse mais, même s'il a toujours rêvé de la grande scène, il choisit la profession de pharmacien, et fut diplômé à l'Université Médicale d'Etat d'Erevan.
En 2006, Aram forme avec d'autres comédiens "32 ատամ" (32 dents), une émission de stand-up, où l'un de ses collègues l'appelait Mp3 (comme le format audio MP3), dû au fait qu'il reprenait de manière humoristique des chansons populaires. Il décidera de faire d'Aram Mp3 son nom de scène.
Depuis 2010, Aram anime l'émission "Vitamin Club", autre émission de stand-up diffusée de manière hebdomadaire sur Shant TV.
Le 31 décembre 2013, Arménie 1 annonce lors d'une émission-réveillon qu'il représenterait l'Arménie au Concours Eurovision de la chanson 2014 où il interprétera Not Alone. 
Il arrive le 14 mars 2014 à la 4e place avec 174 points. 
Il a une femme nommée Anna et un fils nommé Arno.

## Discographie

### Singles
- Help (2015)
- Not Alone (ESC 2014) (2014)
- Shine (2013)
- If I tried (2013)
- Just go on (2013)
- Positive feat Shprot (2009)